# Gipperbach
Der Gipperbach, am Oberlauf Attenbach genannt, ist ein fast 4 Kilometer langer, nordwestlicher und linker Zufluss der Wormicke in Nordrhein-Westfalen, der in der in Stadt Bergneustadt entspringt und in der Stadt Drolshagen mündet.

## Geographie

### Verlauf
Der Gipperbach entspringt unter dem Namen Attenbach in der gleichnamigen Ortschaft im Gebiet der Stadt Bergneustadt auf einer Höhe von etwa 435 m ü. NHN. 
Anschließend fließt er unter dem Namen Gipperbach durch das Gipperbachtal mit den Ortschaften Feldmannshof, Gipperich und Stupperhof bei Drolshagen und durch das Naturschutzgebiet Gipperbachtal und Grauwackesteinbruch Stupperhof. Im Gipperbachtal speist der Gipperbach drei Fischteiche auf der Höhe Feldmannshof. 
Der Gipperbachs mündet schließlich aus dem Nordwesten kommend auf einer Höhe von ungefähr 354 m ü. NHN im äußersten Westen des Drolshagener Stadtparks Lohmühle von links in die aus dem Südwesten heranziehende Wormicke.
Der 3,8 km lange Gesamtlauf des Gipperbachs endet ungefähr 81 Höhenmeter unterhalb der Quelle seines Oberlaufs Attenbach, er hat somit ein mittleres Sohlgefälle von circa 21 ‰.

### Zuflüsse
Von der Quelle zur Mündung. Abschnittsnamen in Fettdruck
Attenbach
- Belmicke[4] [GKZ 2766442682] (rechts), 1,0 km
- Wörder Bach (links), 0,9 km
- Kormicke (links), 1,1 km

Gipperbach
- Gipperheilwasser (rechts), 0,4 km
- Theimicke  (links), 0,8 km